# Гальтен (Золотурн)
Гальтен (нім. Halten SO) — громада  в Швейцарії в кантоні Золотурн, округ Вассерамт.

## Географія
Громада розташована на відстані близько 28 км на північний схід від Берна, 7 км на південний схід від Золотурна.
Гальтен має площу 1,9 км², з яких на 18,6% дозволяється будівництво (житлове та будівництво доріг), 61,2% використовуються в сільськогосподарських цілях, 20,2% зайнято лісами, 0% не є продуктивними (річки, льодовики або гори).

## Демографія
2019 року в громаді мешкало 836 осіб (+0,2% порівняно з 2010 роком), іноземців було 8,1%. Густота населення становила 452 осіб/км².
За віковим діапазоном населення розподілялося таким чином: 19,1% — особи молодші 20 років, 59,1% — особи у віці 20—64 років, 21,8% — особи у віці 65 років та старші. Було 355 помешкань (у середньому 2,3 особи в помешканні).
Із загальної кількості 137 працюючих 35 було зайнятих в первинному секторі, 13 — в обробній промисловості, 89 — в галузі послуг.